# 哈里斯堡 (印地安納州)
哈里斯堡（英語：Harrisburg）是位於美國印地安納州費耶特縣的一個非建制地區。該地的面積和人口皆未知。